# Остин, Стив
Стив О́стин (англ. Steve Austin; имя при рождении — Сти́вен Дже́ймс А́ндерсон (англ. Steven James Anderson), позже Сти́вен Дже́ймс Уи́льямс (англ. Steven James Williams); род. 18 декабря 1964, Остин) — американский актёр кино и телевидения, бывший рестлер. Известен под псевдонимом «Ледяна́я глы́ба» Стив О́стин (англ. «Stone Cold» Steve Austin).
Остин считается одним из величайших и наиболее влиятельных рестлеров всех времён, он сыграл важную роль в развитии и успехе эпохи Attitude в World Wrestling Federation (WWF, ныне WWE), периода бума в индустрии в конце 1990-х и начале 2000-х годов.
Остин начал карьеру рестлера после игры в американский футбол в университете Северного Техаса. С 1991 по 1995 год он выступал в World Championship Wrestling (WCW) под именем «Сногсшибательный» Стив Остин, используя образ красавца, который полагался на свою внешность и развевающиеся светлые волосы, а в 1993 году он вместе с Брайаном Пиллманом составлял команду «Голливудские блондины». После короткого пребывания в Extreme Championship Wrestling (ECW) в конце 1995 года он подписал контракт с WWF и дебютировал под именем Рингмастер. В следующем году, отрастив бородку и побрившись налысо, получил образ «Ледяной глыбы» Стива Остина. Под этим образом Остин приобрел выдающийся статус и значительную популярность в мейнстриме как наглый, дерзкий, пьющий пиво антигерой, склонный к нецензурным выражениям, пренебрежительным манерам и вульгарным поступкам. Центральным элементом этого образа было то, что Остин постоянно бросал вызов истеблишменту и демонстрировал крайнее презрение к своему начальнику, председателю компании Мистеру Макмэну. Таким образом, Остин стал лицом эпохи Attitude. В 2003 году он был вынужден уйти с ринга из-за многочисленных травм колена, а также серьёзной травмы шеи, полученной на SummerSlam в 1997 году.
За всю свою карьеру Остин стал обладателем 19 чемпионских титулов. В WWF/E он стал шестикратным чемпионом WWF, двукратным интерконтинентальным чемпионом WWF, четырёхкратным командным чемпионом WWF и однократным чемпионом на миллион долларов. В WCW он был двукратным телевизионным чемпионом мира WCW, двукратным чемпионом Соединённых Штатов WCW в тяжёлом весе, однократным командным чемпионом мира WCW и однократным командным чемпионом мира NWA. Кроме того, он был пятым чемпионом Тройной короны в WWF, победителем турнира «Король ринга» 1996 года и рекордным трехкратным победителем матча «Королевская битва». Остин был хедлайнером многих шоу WWF/WWE, включая четыре WrestleMania (XIV, XV, X-Seven и 38). Он был введен в Зал славы WWE в 2009 году и вернулся для матча с Кевином Оуэнсом на WrestleMania 38 в апреле 2022 года. В 2025 года матч Остна против Брета Харта на WrestleMania 13 внесен в Зал славы WWE как «Бессмертный момент».
Остин ведет подкаст The Steve Austin Show (с 2013) и видеоподкаст Broken Skull Sessions (с 2019). Он сотрудничает с компанией El Segundo Brewing в производстве пива Broken Skull IPA и Broken Skull American Lager. Он также вёл реалити-шоу Steve Austin’s Broken Skull Challenge (2014—2017) и Straight Up Steve Austin (с 2019).

## Ранняя жизнь
Стивен Джеймс Андерсон родился 18 декабря 1964 года в Остине, Техас. Его родители, Беверли (урожденная Харрисон) и Джеймс Андерсон, развелись, когда ему было около года. Его мать переехала в Эдну, Техас, где Остин провел большую часть своего детства, и в 1968 году вышла замуж за Кена Уильямса. Остин принял фамилию отчима и юридически сменил свое имя на Стивен Джеймс Уильямс, хотя позже он снова сменит его на Стив Остин. У него есть младшая сестра по имени Дженнифер и три брата — Скотт, Кевин и Джефф. Кевин младше Остина менее чем на год, что дало повод Остину предположить в своей автобиографии, что их отец мог уйти, потому что не мог справиться с ещё одним ребёнком так быстро. После окончания средней школы Эдны получил футбольную стипендию в колледже округа Уортон, а затем полную стипендию в Университете Северного Техаса. Первоначально он играл на позиции лайнбекера, но затем получил травму колена, что заставило его перейти на позицию дефенсив энда.
Первыми соревнованиями по рестлингу, которые посмотрел Остин, были те, которые проводила компания Houston Wrestling под руководством Пола Боэша, и Остин позже говорил: «Я влюбился в этот бизнес, когда мне было семь или восемь лет. Я всегда хотел стать рестлером. Рестлинг был самым главным в моей жизни». Когда он переехал учиться в университет, он жил примерно в 30 милях от «Даллас Спортэториум», здания, которое он позже с нежностью описывал как «великолепный гадюшник». Именно здесь в пятницу вечером проходили шоу World Class Championship Wrestling (WCCW).

## Карьера в рестлинге

### Ранняя карьера (1989—1990)
Решив стать рестлером, Остин записался в школу «Джентльмена» Криса Адамса в Далласе, где Адамс также выступал в World Class Championship Wrestling (WCCW). Первый семинар обошелся Остину в 45 долларов. Обучение у Адамса было чисто техническим, он учил Остина приемам, но ничего не касалось кейфеба (в то время это ещё оставалось секретом) или индустрии. Позже Остин охарактеризует Адамса как «мошенника», который «не пытался его образумить или научить настоящему делу, когда дело касалось реслинга». Раннее влияние на его карьеру оказали семья фон Эрихов, Дасти Роудс и Рик Флэр.
Первоначально он работал под своим настоящим именем, но во время слияния WCCW и Continental Wrestling Association (CWA) в United States Wrestling Association (USWA) букер из Мемфиса Датч Мантелл переименовал его в Стива Остина. Смена имени произошла, чтобы избежать путаницы с «Доктором Смерть» Стивом Уильямсом, известным в то время рестлером. Позже Остин вернулся в Даллас под руководством Перси Прингла и в сопровождении Джинни Адамс (бывшей девушки Адамса и подруги Остина в то время) и враждовал с Адамсом и его женой Тони.

### World Championship Wrestling (1991—1995)

#### «Опасный союз» (1991—1992)
Я ни в коем случае не добился успеха в одночасье. Тот успех, которого я в итоге добился, был результатом упорного труда. У меня всегда был соревновательный характер. Я очень хорошо и быстро освоил механику рестлинга. Я научился проводить хорошие матчи, но у меня не было подходящего образа.
Придя в WCW, он получил прозвище «Сногсшибательный» (англ. «Stunning») Стив Остин, которое, как он позже сказал, не смог раскрыть. Изначально Остин работал в паре с менеджером по имени Жизнерадостная Вероника, но позже к нему присоединилась Джинни Адамс, известная как Леди Блоссом. Всего через несколько недель после своего дебюта, 3 июня 1991 года, Остин победил Бобби Итона и завоевал свой первый титул телевизионного чемпиона мира WCW, а позже в том же году присоединился к «Опасному союзу» Пола И. Дэйнджеросли. 27 апреля 1992 года Остин проиграл титул Барри Уиндему, но позже отвоевал его у Уиндема и во второй раз долгое время был чемпионом, после чего проиграл Рики Стимботу, а «Опасный союз» вскоре после этого расформировался. На Halloween Havoc Остин заменил Терри Горди, объединившись с «Доктором Смерть» Стивом Уильямсом для борьбы с Дастином Роудсом и Уиндемом за объединённое командное чемпионство мира WCW и NWA. Команды сражались 30 минут до ничьей.

#### «Голливудские блондины» и «Конюшня» (1993—1995)
В октябре 1992 года Остин по указанию главного букера Дасти Роудса создал с Брайаном Пиллманом команду под названием «Голливудские блондины». Позднее Остин говорил, что не был рад тому, что его взяли в команду, так как он собирался стать чемпионом мира WCW в тяжелом весе с Харли Рейсом в качестве менеджера. Изначально они с Пиллманом выступал под своими именами, но потом решили, что паре нужен свой собственный образ, костюмы и название команды. Их коллега Скотт Леви предложил «Голливудских блондинов», название, которое в 1970-х годах использовали Бадди Робертс и Джерри Браун.
27 марта 1993 года команда выиграла объединённое командное чемпионство мира NWA и WCW, победив Рики Стимбота и Шейна Дугласа, и удерживала его в течение пяти месяцев. В главном событии Clash of the Champions XXIII «Блондины» защищали свой чемпионат против Рика Флэра и Арна Андерсона, где они сохранили чемпионство. На Clash of the Champions XXIV Остин и Пиллман должны были защищать свой чемпионат против Андерсона и Пола Ромы, но получившего травму Пиллмана заменил Стивен Ригал, с которым Остин проиграл Андерсону и Роме.
Поскольку Пиллман все ещё был травмирован, Остин присоединился к группировке «Конюшня» Полковника Роберта Паркера. После возвращения Пиллмана команда распалась, когда Остин отвернулся от него, и это решение Остин назвал «загадкой». На шоу Clash of the Champions XXV Остин победил Пиллмана в одиночном матче. На Starrcade Остин победил Дастина Роудса со счетом 2:0 и завоевал титул чемпиона Соединённых Штатов WCW.
Остин проиграл чемпионат Рики Стимботу и должен был встретиться с ним в матче-реванше на Fall Brawl; однако Стимбоат не смог участвовать в бою из-за травмы спины, и Остин получил титул. Его второе чемпионство закончилось всего через пять минут, когда он проиграл заменившему его Джиму Даггану в матче, длившемся 35 секунд. Остин безуспешно боролся с Дагганом за чемпионство на Halloween Havoc и Clash of the Champions XXIX. Влияние Халка Хогана и эры «Халкамании» начало сказываться в WCW, и вице-президент Эрик Бишофф сказал, что, скорее всего, именно поэтому Остин проиграл Даггану, который был популярной фигурой в тот период. Примерно в это время Остин предложил Бишоффу идею сюжета, в котором должно было выясниться, что Остин является членом семьи Хогана. Предложение было быстро отклонено, поскольку Бишофф считал, что Хоган не станет работать с таким человеком, как Остин, который не является известной личностью.
После возвращения после травмы колена в начале 1995 года Остин принял участие в турнире за вакантный титул чемпиона Соединённых Штатов, победив Даггана в первом раунде, но проиграв Рэнди Сэвиджу в четвертьфинале. В июне 1995 года Остин был уволен Бишоффом после травмы трицепса, полученной во время выступления в японском турне. Бишофф и WCW не считали Остина востребованным рестлером. Кроме того, Бишофф считал, что с Остином трудно работать.

### Extreme Championship Wrestling (1995)
Пол И. звонит мне и дает свободную платформу для того, чтобы я начал говорить, делать промо и держать микрофон перед лицом. Я получаю возможность говорить то, что у меня на уме и от сердца, и я считаю, что именно в этом случае получаются лучшие промо, те, которые идут от нутра и сердца, и от мозга, потому что вы чувствуете их. Слова ничего не значат, если вы их не чувствуете. Так что это было основой того, чем должен был стать «Ледяная глыба».
С Остином связался Пол Хейман из Extreme Championship Wrestling (ECW), который ранее был его менеджером в WCW. Хейман нанял его для участия в промо и интервью на ринге, поскольку тот ещё не успел как следует восстановиться после травмы, и платил Остину 500 долларов за ночь. Сменив прозвище на «Суперзвезда», Остин дебютировал в ECW 18 сентября 1995 года на Gangstas Paradise.
Находясь в ECW, Остин использовал платформу для создания своего будущего персонажа «Ледяная глыба», а также для серии интервью с нападками на WCW в целом и Бишоффа в частности. Несколько рестлеров считают ECW местом, где Остин развил свои навыки работы с микрофоном. Остин назвал Хеймана человеком, который научил его делать промо.
Майки Уипврек, который в то время был чемпионом мира ECW в тяжелом весе, победил Остина и сохранил чемпионский титул на шоу November to Remember. Сэндмен победил Остина и Уипврека в матче тройной угрозы на December to Dismember за звание чемпиона мира ECW в тяжелом весе.

### World Wrestling Federation / World Wrestling Entertainment / WWE

#### Рингмастер и появление «Ледяной глыбы» (1995—1996)
Остин пришел в WWF в конце 1995 года после того, как Дизель и Джим Росс помогли убедить владельца WWF Винса Макмэна нанять его. Свой первый матч в WWF он провел 18 декабря 1995 года, который транслировался в эпизоде Raw от 8 января 1996 года. В дебютном матче его менеджер Тед Дибиаси наградил Остина чемпионством на миллион долларов. В своем дебютном матче на Raw он победил Мэтта Харди, используя псевдоним Рингмастер. Во время своего первого выступления в «Королевской битве» по сценарию он должен был оказаться в числе последних четырёх рестлеров на ринге, что могло бы дать ему толчок в карьере. Однако Рингмастер не удержался на канатах после того, как Фату ударил его, и он выскользнул с ринга раньше времени.
Вскоре Остин решил, что образ Рингмастера слабоват, и попросил сменить его. Боровшийся с редеющими волосами в течение нескольких лет, он решил побриться налысо в начале 1996 года. Позже, в интервью 2017 года, он сказал: «После просмотра фильма „Криминальное чтиво“ с Брюсом Уиллисом, именно его стрижка вдохновила меня. Я ехал по дороге в Питтсбург с Дастином Роудсом и перед выступлением я решил — к чёрту. Я пошел в ванную с бритвенным станком и сбрил все волосы. Потом я отрастил козлиную бородку, и все встало на свои места». К 11 марта от прозвища Рингмастер (которое теперь было лишь префиксом к его имени) отказались в пользу его самого известного имени — «Ледяная глыба» Стив Остин.
Остин боролся с Савио Вегой на Raw до двойного отсчёта, а затем победил его в своем первом выступлении на WrestleMania XII. На шоу In Your House: Good Friends, Better Enemies Остин проиграл Веге в матче-реванше. На шоу In Your House: Beware of Dog Остин проиграл Веге в матче с карибским ремнём, при этом Дибиаси пришлось покинуть WWF. Дибиаси позже говорил, что никто не предвидел, какого успеха добьется Остин, и советовал ему игнорировать советы продюсеров и продолжать делать то, что он делает, так как успех требует терпения.

#### Остин 3:16 и восхождение к славе (1996—1997)
Ты сидишь там, стучишь по Библии, читаешь молитвы, но это ни к чему не привело! Говоришь о своих псалмах, говоришь о Иоанне 3:16... Остин 3:16 говорит — «я только что надрал тебе задницу!»
Популярность Остина возросла после шоу King of the Ring 1996 года, где он выиграл одноимённый турнир, победив в финале Джейка «Змея» Робертса. В то время Робертс исполнять роль рожденного свыше христианина, поэтому после матча Остин прочитал речь, высмеивая веру Робертса и провозгласил себя «Остин 3:16», что является насмешкой над евангелием от Иоанна 3 глава 16 стих (Иоанн 3:16). Победа Остина и его взлет к славе оказались неожиданным стечением обстоятельств. Хантер Херст Хелмсли первоначально должен был выиграть турнир, но планы изменились, так как он был наказан за участие в инциденте «Занавес». Фраза «Остин 3:16» стала одной из самых популярных в истории рестлинга и одной из самых продаваемых футболок в истории WWE.

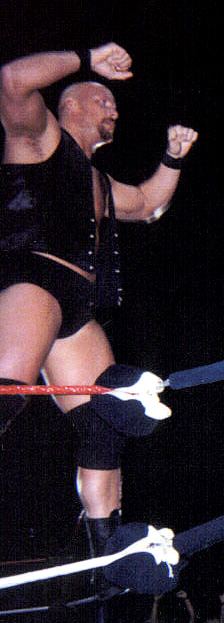
Остин в 1996 году

После победы над Ёкодзуной на SummerSlam, в течение августа и сентября Остин говорил о Брете Харте, постоянно бросая ему вызов и без устали насмехаясь над ним, пока Харт, наконец, не вернулся на Raw и не вызвал Остина на матч на Survivor Series, который тот принял. Во время одного из эпизодов шоу Superstars старый друг Брайан Пиллман взял интервью у Остина по поводу его предстоящего матча. После того, как Пиллман нечаянно сделал комплимент Харту, Остин разозлился и напал на него. Затем он зажал лодыжку Пиллмана между стальными стульями и топтал её, сломав ему лодыжку в сюжетной линии. Это привело к печально известному эпизоду «У Пиллмана пистолет» на Raw, когда Остин ворвался в дом Пиллмана, пока тот лечил свою травму. Пиллман ожидал его и был вооружен пистолетом. Как только Остин ворвался в дом, Пиллман направил на него свой пистолет, после чего эпизод прервался на рекламную паузу. Этот эпизод вызвал много споров из-за его предполагаемой жестокости и редкого использования ненормативной лексики в программах WWF. Этот сегмент также считается прокладывающим путь для перехода WWF к более зрелым программам. На Survivor Series, в матче, который должен был определить претендента номер один на звание чемпиона мира WWF в тяжелом весе, Харт победил Остина.
Во время матча «Королевской битвы» 1997 года Остин был первоначально выброшен Хартом, но официальные лица этого не заметили; он пробрался обратно на ринг, выбросил Харта и выиграл матч. Это привело к первому в карьере Остина главному событию на PPV-шоу в WWF на In Your House 13: Final Four, где он участвовал в матче на выбывание против Харта, Гробовщика и Вейдера за вакантный титул чемпиона мира WWF в тяжелом весе. Остин выбыл из матча раньше времени, повредив колено; Харт выиграл матч и титул. На следующий вечер на Raw Харт проиграл титул Сайко Сиду из-за вмешательства Остина, что продолжило их вражду. На WrestleMania 13 Харт победил Остина в получившем широкую известность матче болевых с Кеном Шемроком в качестве специального рефери. Во время матча Остин получил порезы, из его лица обильно текла кровь, но он отказался сдаваться, когда Харт запер его «Снайпер», и в конце концов потерял сознание от чрезмерной потери крови, проиграв матч. После матча Харт продолжал удерживать «Снайпер» на Остине, который, несмотря на свои раны, отказался от любой помощи, возвращаясь в раздевалку, тем самым превратив Харта в «хила», а Остина — в «фейса». Остин изображал антигероя, а не традиционного фейса, и поначалу он также не принимал фанатов. В конце концов Остин отомстил Харту в главном событии шоу In Your House 14: Revenge of the 'Taker, победив его в матче, который должен был определить следующего претендента на титул чемпиона мира WWF в тяжелом весе. Остин победил, когда Харт был дисквалифицирован из-за помощи Британского бульдога. Остин снова встретился с Хартом в уличной драке на шоу Raw 21 апреля, во время поединка повредив ногу противника стальным стулом. Матч был признан несостоявшимся, но Остин продолжил избивать Харта, пока тот лежал на носилках в машине скорой помощи. На шоу In Your House 15: A Cold Day in Hell Остин провел Гробовщику «Станнер», но его отвлек Пиллман, что позволило Гробовщику восстановиться и выиграть матч.
На Raw Остин объединился с вернувшимся Шоном Майклзом, так как у них был общий враг в лице Хартов. Они победили Оуэна Харта и Британского бульдога и завоевали командное чемпионство WWF, что стал его первым чемпионским титулом в WWF. Несмотря на то, что они были чемпионами, они постоянно спорили и в итоге столкнулись друг с другом в матче на King of the Ring, который закончился двойной дисквалификацией после того, как оба напали на рефери. Позже Майклз был вынужден отказаться от чемпионства из-за травмы. Харт и Бульдог выиграли турнир, чтобы встретиться с Остином и выбранным им партнером, но он отказался выбирать партнера и решил встретиться с дуэтом в одиночку. В конце матча на сцену вышел дебютировавший Дюд Лав, чтобы предложить помощь. Остин согласился, и дуэт выиграл матч и титулы, сделав Остина двукратным командным чемпионом. Остин продолжил вражду с семьей Хартов, ввязавшись в соперничество, особенно с Оуэном, который удержал отвлекшегося Остина и обеспечил победу «Основанию Хартов» в главном событии матча команд из пяти человек на In Your House 16: Canadian Stampede, где Остин был в паре с Кеном Шемроком, Голдастом и «Легионом судьбы».
На SummerSlam Остин и Оуэн встретились друг с другом в матче за интерконтинентальное чемпионство WWF, причем Оуэн добавил условие, что в случае проигрыша Остин должен будет поцеловать его ягодицы. Во время матча Оуэн ошибся при выполнении «Tombstone Piledriver» и уронил Остина на голову, в результате чего Остин получил серьёзный ушиб спинного мозга и временный паралич. Пока Оуэн тянул время, дразня зрителей, Остину удалось подползти к Харту и удержать его сворачиваем, чтобы выиграть титул. Заметно травмированному и оцепеневшему Остину помогли подняться на ноги несколько судей и отвели его в подсобку. Из-за тяжести травмы шеи Остин был вынужден отказаться от обоих чемпионских титулов. 22 сентября, на первом в истории шоу Raw, которое транслировалось из «Мэдисон-сквер-гарден», Макмэн сказал Остину, что тот физически не готов к выступлению, и после нескольких недель подготовки Остин провёл Макмэну свой «Станнер», что вызвало бурный восторг у присутствующих фанатов. После этого Остин был арестован в рамках этой сюжетной линии и был выведен из игры до Survivor Series. Однако в это время он несколько раз появлялся на публике, в том числе на Badd Blood, где он участвовал в финале матча между Оуэном и Фааруком за вакантный титул интерконтинентального чемпиона. Остин ударил Фаарука поясом чемпиона, когда судья стоял спиной к нему, в результате чего Харт выиграл матч и титул. Мотивом Остина было сохранить Оуэна в качестве чемпиона, что было продемонстрировано, когда он вмешивался в матчи Харта на Raw. Остин отвоевал у Харта интерконтинентальное чемпионство на Survivor Series.
Поскольку Харт исчез с его пути, Остин обратил свой взор на Скалу, который отобрал у Остина чемпионский пояс после того, как Остин подвергся избиению со стороны своих товарищей по команде «Нация доминации». В последующие недели Скала начал заявлять, что он «лучший чёртов интерконтинентальный чемпион всех времен». Скала владел чемпионским поясом до D-Generation X: In Your House, когда Остин победил его и вернул себе пояс. Поскольку Остин использовал свой пикап для победы, Макмэн приказал ему защищать чемпионский пояс против Скалы на следующий вечер на Raw. В знак неповиновения Остин передал чемпионский пояс Скале, а затем выбросил его в реку Пискатакуа.

#### Вражда с Винсом Макмэном (1998—1999)
После скандального ухода Брета Харта в WCW Остин и Майклз стали главными звёздами компании. Остин выиграл «Королевскую битву» 1998 года, в последнюю очередь выбросив Скалу. На следующий вечер на шоу Raw Остин прервал Винса Макмэна во время представления Майка Тайсона. Остин оскорбил Тайсона, оттолкнув его, в результате чего Тайсон толкнул Остина, чем привел в замешательство Макмэна, который начал публично выражать неодобрение перспективой Остина стать его чемпионом. Позже Тайсон был объявлен «специальным энфорсером» главного события на WrestleMania XIV и присоединился к группировке Майклса D-Generation X. Это привело к тому, что на WrestleMania XIV Остин выиграл матч за звание чемпиона мира WWF в тяжелом весе против Майклза, который он выиграл с помощью Тайсона, который ополчился на DX, сделав решающий счет три против Майклза, а затем нанес ему нокаутирующий удар. Это был последний матч Майклза до 2002 года, так как он получил серьёзную травму спины.

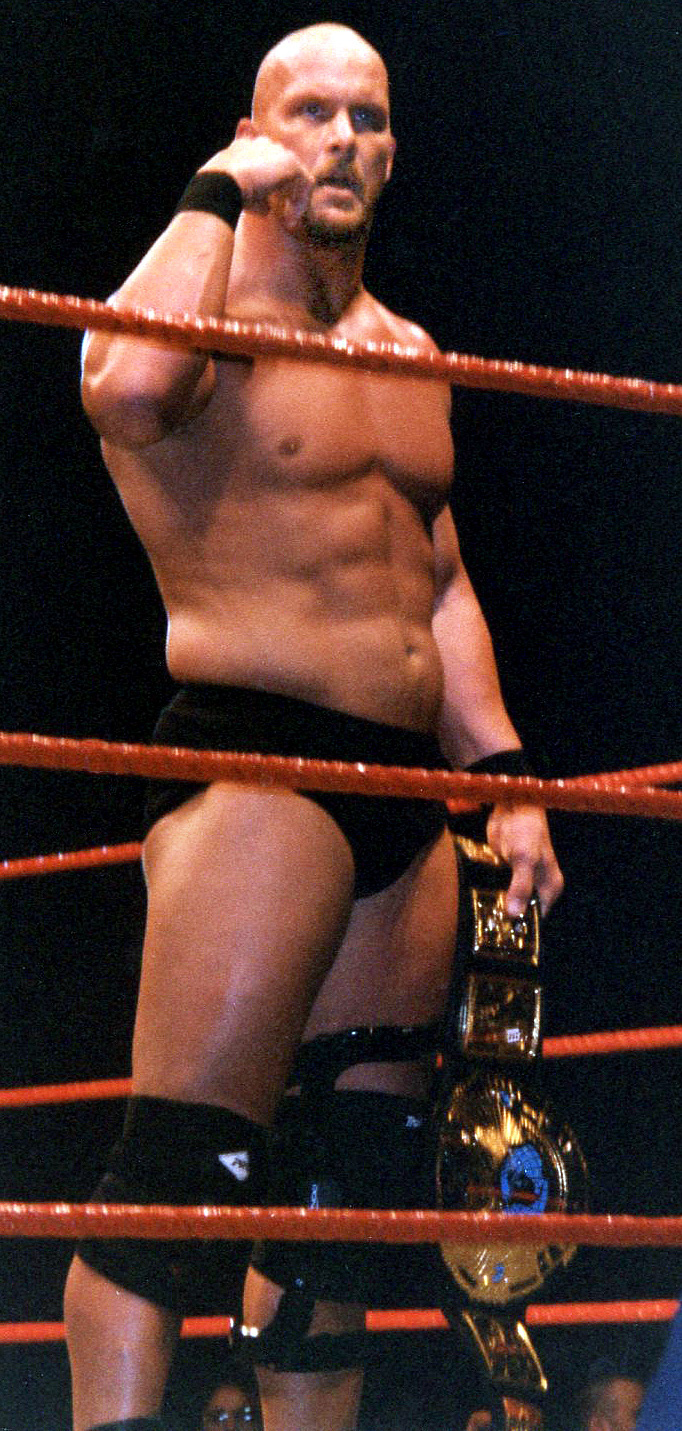
Остин в качестве чемпиона WWF

На Raw на следующий вечер Макмэн вручил ему новый чемпионский пояс и предупредил Остина, что не одобряет его бунтарский характер, желая видеть «корпоративного чемпиона»; в ответ Остин провёл ему «Станнер», в результате чего его снова арестовали в рамках сюжета. На следующей неделе показалось, что Остин согласился с Макмэном, появившись в костюме и галстуке, но потом выяснилось, что это была уловка, и он снова напал на Макмэна. 13 апреля казалось, что Остин и Макмэн собираются помериться силами в настоящем матче, но матч был объявлен несостоявшимся, когда появился Дюд Лав. Это привело к матчу между Дюд Лавом и Остином на Unforgiven: In Your House, где Остин ударил Макмэнома стальным стулом и сохранил титул чемпиона. В следующем месяце Остин и Дюд Лав провели матч-реванш за звание чемпиона WWF на шоу Over the Edge: In Your House. Остину удалось сохранить чемпионство, несмотря на то, что Макмэном выступал в качестве самозваного рефери, а его «Корпоративные марионетки» (Джеральд Бриско и Пат Паттерсон) — в качестве хронометриста и ринг-анонсера соответственно. Макмэн продолжал делать все возможное, чтобы свергнуть Остина с чемпионского трона, и в конце концов одержал большую победу для своей стороны на King of the Ring. Остин проиграл чемпонство WWF Кейну в матче до первой крови после того, как Гробовщик случайно ударил его стальным стулом, пока судья был в отключке, несмотря на то, что Остин отправил Кейна в бессознательное состояние и предотвратил более раннее вмешательство Мэнкайнда.
Остин ещё больше разозлил Макмэна, вернув себе чемпионство на следующий вечер на Raw. Остин также одержал победу над Гробовщиком на SummerSlam. В ответ Макмэн организовал матч «Тройная угроза» на Breakdown: In Your House, в котором Гробовщик и Кейн одновременно удержали Остина. Макмэн решил освободить титул чемпиона WWF и присудить его на основании результата матча на Judgment Day: In Your House между Гробовщиком и Кейном, в котором Остин был приглашенным рефери. Остин отказался делать отсчёт и напал на обоих в конце матча. В результате Макмэн уволил его, хотя Остин отомстил, похитив Макмэнаа и вытащив его на середину ринга под «дулом пистолета», который оказался игрушечным, с надписью «Бэнг! 3:16». Во время этого сегмента Макмэн также узнал, что Остин позже был восстановлен его сыном, Шейном Макмэном. В полуфинале турнира на Survivor Series по определению нового чемпиона WWF Остин проиграл Мэнкайнду после того, как Шейн дважды обманул Остина. На следующий вечер на Raw судья Миллс Лейн постановил, что Скала должен защищать свой недавно выигранный титул чемпиона WWF против Остина в тот же вечер, как это было предусмотрено новым контрактом, который Остин подписал две недели назад с Шейном. Вмешался Гробовщик и ударил Остина лопатой, что принесло Остину победу по дисквалификации, и Скала остался чемпионом. На шоу Rock Bottom: In Your House Остин победил Гробовщика в матче «Погребенный заживо» после того, как Кейн провел Tombstone Piledriver Гробовщику, отправив его в могилу. Благодаря этой победе Остин квалифицировался на «Королевскую битву» 1999 года.

Следующий шанс отомстить Мистеру Макмэну у Остина появился во время матча «Королевская битва». На шоу Raw Макмэн вытянул номер Остина, намереваясь подставить его. Остин вытянул номер один, а Макмэн вытянул номер два благодаря распорядителю Шону Майклзу. Во время «Битвы» Остин последовал за Макмэном с ринга за кулисы, но попал в засаду членов «Корпорации», и избитого Остина увезли в больницу. Однако Остин вернулся на машине скорой помощи и снова вступил в матч, выбросив Биг Босс Мэна. Когда в матче остались только Остин и Макмэн, на ринг вышел Скала, чтобы отвлечь Остина, который был выброшен Макмэном, и таким образом Макмэн выиграл «Королевскую битву».

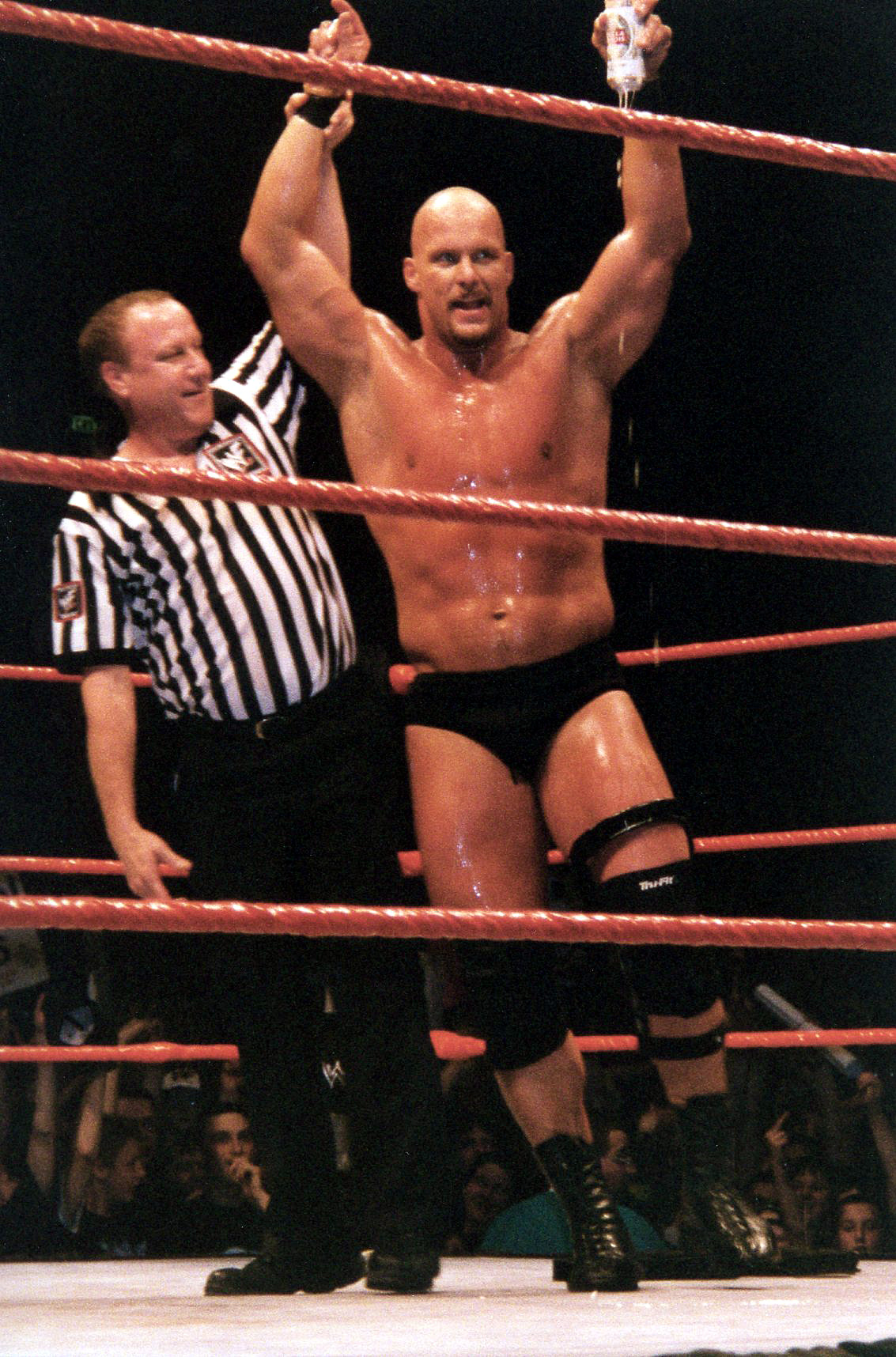
Стив Остин празднует победу с Эрлом Хебнером

Макмэн отказался от статуса претендента номер один на чемпионство WWF, и Майклз быстро предоставил Остину шанс стать чемпионом на следующий вечер на Raw. На St. Valentine’s Day Massacre: In Your House Остин встретился с Макмэном в матче в стальной клетке, где на кону стояла возможность стать чемпионом на WrestleMania XV. Во время матча Пол Уайт дебютировал в WWF, выйдя из-под ринга и атаковав Остина, но атака Уайта отбросила Остина в боковую стенку клетки, в результате чего клетка поддалась и Остин упал на пол первым, став победителем. За неделю до WrestleMania Остин прервал интервью Скалы, Винса и Шейна Макмэнов, подогнав к рингу пивной грузовик и облив троицу пивом из шланга. Остин победил Скалу на WrestleMania XV и завоевал свой третий титул чемпиона WWF. В следующем месяце Остин встретился со Скалой в матче-реванше на Backlash, рефери которого был Шейн. Во время матча Винс подошел к рингу, чтобы вернуть Остину чемпионский пояс «Дымящийся череп» и вывести Шейна из игры. Остин выиграл матч, когда другой рефери сделал отсчёт. Остин проиграл титул Гробовщику на шоу Over the Edge. В связи с событиями, происходящими вокруг Винса, Стефани и Линда Макмэн сделали Остина главным исполнительным директором (CEO) компании в рамках сюжетной линии. Винс и Шейн вызвали Остина на матч с лестницами с гандикапом на King of the Ring с титулом CEO на кону, который выиграли Макмэны. На следующий вечер на Raw Остин бросил вызов Гробовщику и победил его, завоевав свой четвёртый титул чемпиона WWF. На Fully Loaded они должны были состязаться в матче до первой крови с условием, что если Остин проиграет, то он больше никогда не будет бороться за титул чемпиона WWF, а если Остин победит, то Винс покинет компанию; Остин победил после вмешательства Икс-пака.

#### Чемпионские титулы и «Альянс» (1999—2001)

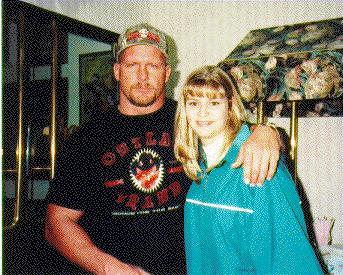
Остин с фанаткой

Остин удерживал титул чемпиона WWF до SummerSlam, когда он проиграл его Мэнкайнду в матче, в котором также участвовал Трипл Эйч. В последующие два месяца Трипл Эйч завладел титулом. В октябре Остин получил матч-реванш на No Mercy против него, но Остин проиграл после того, как Скала случайно ударил его кувалдой, предназначенной для Трипл Эйча. На Survivor Series был объявлен матч тройной угрозы, в котором Остина сбила машина. Это событие должно было выписать его с телевидения, так как травма шеи, полученная за два года до этого, создавала реальную угрозу досрочного завершения карьеры, и ему было рекомендовано сделать операцию. Позже Остин охарактеризовал этот сюжет как «худший из всех, в которых я когда-либо участвовал».
Во время своего восстановления в апреле 2000 года Остин один раз появился на Backlash, напав на Трипл Эйча и Винса Макмэна, чтобы помочь Скале вернуть себе титул чемпиона WWF. После официального возвращения Остина на Unforgiven в сентябре распорядитель Мик Фоли возглавил расследование, чтобы выяснить, кто сбил Остина, и виновником оказался Рикиши. На No Mercy Остин встретился с Рикиши в матче без правил, во время которого Остин попытался сбить Рикиши на грузовике, но ему помешали официальные лица, и матч был признан несостоявшимся; впоследствии Остин был арестован. Во время матча с гандикапом против Рикиши и Курта Энгла, Трипл Эйч спустился с явным намерением объединиться с Остином, но затем ударил Остина кувалдой и показал, что он поручил Рикиши сбить его. На Survivor Series Трипл Эйч хотел снова сбить Остина во время их матча, но его план провалился, когда Остин поднял машину Трипл Эйча вилочным погрузчиком, а затем сбросил её с шести метров. Остин выиграл свой третий матч «Королевская битва» в январе 2001 года, в конце выкинув Кейна. Его соперничество с Трипл Эйчем закончилось на No Way Out в матче «Три стадии ада», где Трипл Эйч победил Остина со счетом 2:1.
После того, как Скала победил Энгла в борьбе за титул чемпиона WWF на шоу No Way Out, Остин снова должен был встретиться с ним на WrestleMania. За несколько недель до WrestleMania между Остином и Скалой усилилась вражда, вызванная тем, что жена Остина, Дебра, была назначена Мистером Макмэном менеджером Скалы. Матч на WrestleMania X-Seven был объявлен матчем без дисквалификаций. Во время матча Макмэн вышел на ринг, помешал Скале победить Остина в двух случаях и дал Остину стальной стул. Затем Остин несколько раз ударил Скалу стулом, после чего победил его и выиграл титул чемпиона WWF в пятый раз. После матча Остин пожал руку Макмэну, впервые с 1997 года перейдя на сторону хила. Во время матча в стальной клетке со Скалой в матче-реванше за звание чемпиона WWF на следующий вечер на шоу Raw, Трипл Эйч вышел на ринг с кувалдой. Трипл Эйч объединился с Остином и Макмэном, напал на Скалу и вывел его из строя. Остин ещё больше закрепил свой образ хила в следующий четверг на SmackDown!, когда во время интервью с Джимом Россом о его действиях на WrestleMania он решил, что Росс не ценит их дружбу, и напал на него. Остин и Трипл Эйч стали командой, известной как «Власть двух людей». В течение следующих нескольких месяцев Остин значительно изменил свой персонаж, превратившись в плаксивого, темпераментного нытика, который постоянно жаловался, когда ему казалось, что его не уважают. У него также развилась странная привязанность к Макмэну, он прилагал все усилия, чтобы произвести на него впечатление, даже обнимал его и приносил ему подарки.
Остин и Трипл Эйч побеждали всех своих противников, пока не столкнулись с Гробовщиком и Кейном. После победы над ними на Backlash они стали обладателями командного чемпионства WWF, чемпионства WWF (Остин) и интерконтинентального чемпионства (Трипл Эйч). В эпизоде Raw от 21 мая Остин и Трипл Эйч защищали свой командный титул против Криса Джерико и Криса Бенуа; во время матча Трипл Эйч порвал квадрицепс, и команда проиграла матч и командный титул в высоко оцененном поединке. Джим Росс сказал, что квартет создал «магию», а журналист Дэйв Мельтцер в Wrestling Observer Newsletter присвоил матчу рейтинг в четыре с тремя четвертями звёзд из пяти возможных. На той же неделе на SmackDown! Остин официально разорвал команду, раскритиковав Трипла Эйч за его травму и за то, что тот ударил его кувалдой. Он продолжал поддерживать Макмэна и начал враждовать с Джерико и Бенуа в одиночку, что привело к матчу на King of the Ring. Несмотря на вмешательство дебютировавшего Букера Ти, Остин сохранил чемпионство.

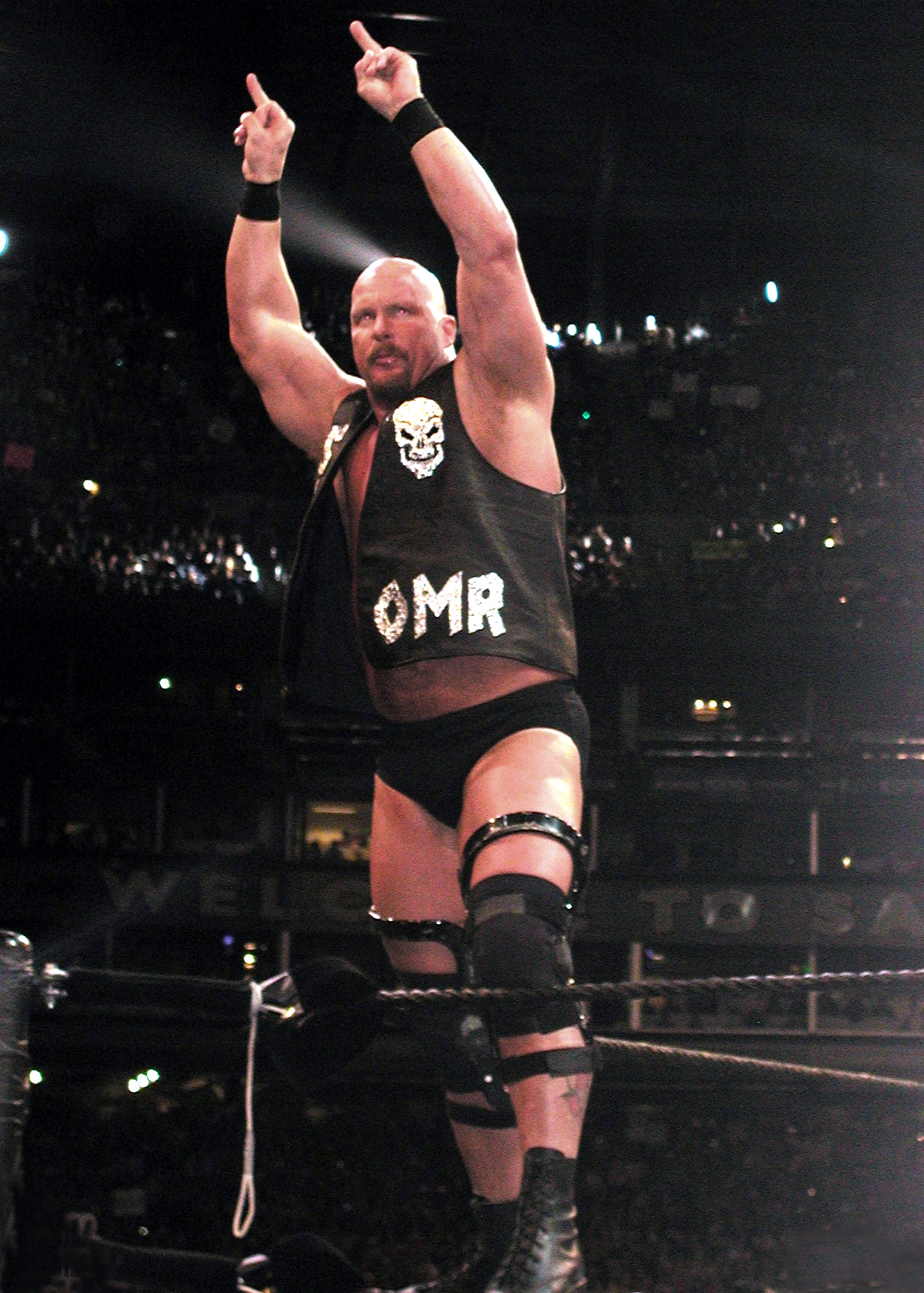
Фирменная поза Остина

Тем временем покупка WCW Винсом Макмэном начала сюжет «Вторжение». Рестлеры WCW создали альянс с группой рестлеров ECW, которую возглавили Шейн и Стефани Макмэн. Винс вызвал Остина и потребовал от него вернуть «прежнюю Ледяную глыбы», чтобы он мог эффективно руководить командой рестлеров WWF в матче на предстоящем в июле шоу InVasion. Остин сначала отказался, но на следующем выпуске Raw он вернулся к своим старым привычкам и нанес «Станнеры» каждому члену «Альянса», снова став фейсом. На InVasion Остин возглавил команду WWF в составе себя, Энгла, Джерико, Гробовщика и Кейна против команды Букера Ти и Даймонда Далласа Пейджа из WCW и Райно и «Братьев Дадли» из ECW. Остин снова стал хилом, проведя Энгла «Станнер» и помог команде WCW/ECW победить. Впоследствии Остин присоединился к «Альянсу» в качестве его лидера.
Остин проиграл титул чемпиона WWF Энглу на шоу Unforgiven, что завершило 175-дневное чемпионство Остина, самое долгое с 1996 года. Он вернул себе титул на эпизоде Raw 8 октября, когда распорядитель WWF Уильям Ригал предал Энгла и присоединился к «Альянсу». Затем Остин начал враждовать с членом «Альянса» Робом Ван Дамом, который был единственным членом «Альянса», за которого болели фанаты, несмотря на злодейскую направленность группировки. В конце того же месяца Остин встретился с Энглом и Ван Дамом на No Mercy и сохранил титул, удержав Ван Дама. На Survivor Series был объявлен матч команд из пяти человек «Победитель получает всё»; Остин возглавил команду, состоящую из Энгла, Шейна Макмэна, Ван Дама и Букера Ти, против команды WWF под командованием Скалы, в которую также входили Джерико, Кейн, Гробовщик и Биг Шоу. На Survivor Series Энгл встал на сторону WWF, помог Скале и удержал Остина, выиграв матч, что ознаменовало конец сюжетной линии «Вторжения».
На следующий вечер Винс Макмэн решил, что лишит Остина чемпионства и отдаст его Энглу, после чего вернулся Рик Флэр и объявил, что теперь он является совладельцем компании. Остин вернулся через несколько минут после этого объявления и напал на Энгла и Макмэна за их действия. Затем Флэр вручил ему чемпионский пояс и отпраздновал с ним на ринге, снова превратив его в фейса. На Vengeance был проведен турнир за титул неоспоримого чемпиона WWF. Остин победил Энгла, а затем проиграл объединительный матч Джерико после вмешательства Макмэна и Букера Ти.

#### Последние противостояния, бойкоты и завершение карьеры (2002—2003)
В 2002 году на Royal Rumble 20 января Остин вошел под девятнадцатым номером и продержался до финальной четверки, но был выброшен Куртом Энглом. В эпизоде Raw от 28 января он победил Энгла и получил право на бой с Крисом Джерико за неоспоримое чемпионство WWF на No Way Out. В преддверии No Way Out Макмэн подписал контракт с «Новым мировым порядком» (nWo), который сразу же начал вражду с Остином. Дебют nWo состоялся на No Way Out. Во время шоу Остин отказался от подарка в виде пива от nWo, и они лишили его победы в матче с Джерико. Однако за кулисами начались проблемы: Остин был недоволен возвращением Халка Хогана в WWF. Сообщалось, что он отказался проиграть Хогану в предложенном матче между ними на WrestleMania X8, а Хоган, по слухам, сказал макмэну то же самое по поводу проигрыша Остину. В последние годы Остин утверждал, что не хотел участвовать в матче, так как не хотел бороться в более медленном темпе, и что он «не думал, что мы сможем добиться успеха». В результате Остин встретился со Скоттом Холлом и победил его на WrestleMania.
Остин не явился на Raw после WrestleMania и взял недельный перерыв без согласия компании, сославшись на усталость. Макмэн заявил, что его поступок вызвал ярость фанатов, которые заплатили за то, чтобы увидеть его в тот вечер. Остин вернулся на эпизод Raw от 1 апреля, первый после деления брендов WWE. В центре был вопрос о том, с каким шоу он подпишет контракт, и в итоге он выбрал Raw. Остин вступил во вражду с Гробовщиком, в результате которой на Backlash состоялся матч за претендентство на неоспоримое чемпионство WWF, который Остин проиграл, несмотря на то, что его нога была на канате, когда он был удержан. Позже его предал Биг Шоу после того, как Рик Флэр поставил его в командный матч с ним, а в последующие недели его предал сам Флэр. Затем Остин победил Биг Шоу и Флэра в матче с гандикапом на Judgment Day. В мае 2002 года в интервью интернет-программе WWE Byte This! Остин ошеломил компанию и фанатов словесной атакой на направление, в котором двигалась компания, и обвинил творческую группу в том, что они не использовали его так, как, по его мнению, использовали раньше. WWE вновь наняла Эдди Герреро для вражды с Остином, а также готовила Остина к вражде с Броком Леснаром. Однако Остин отказался от предложения проиграть Леснару отборочный матч турнира «Король ринга» на Raw и в итоге ушел из компании. Позднее Остин объяснил, что, по его мнению, агрессивное продвижение новичка заставил бы его выглядеть слабым, а показ матча по телевидению без подготовки не дал Леснару должной площадки для такой большой победы над звездой масштаба Остина. Ещё большую критику Остина вызвал получившую широкую огласку инцидент с бытовой ссорой между Остином и его женой Деброй.
После того, как Остин снова не явился на эпизод Raw 10 июня, его сюжетные линии были немедленно прекращены. Остин снова ушел из компании, публично заявив, что, по его мнению, творческая группа представила ему плохие сюжетные линии. На этот раз его уход был окончательным. Макмэн вместе с давним сторонником Остина и другом в реальной жизни Джимом Россом раскритиковал Остина в программе WWE, сказав, что он «забирает свой мяч и уходит домой», потому что не получает своего, а также объяснил фанатам, что ни он, ни Росс не смогли убедить Остина изменить свое решение. Макмэн настаивал на том, что Остин должен извиниться перед всеми фанатами по всему миру, особенно перед теми, кто заплатил только за то, чтобы увидеть его в тот вечер. Макмэн поднял тост за карьеру Остина, выпив пива и поблагодарив его за всю его тяжелую работу. В тот же вечер во время выступления Флэра на ринге прозвучала вступительная тема Остина, но затем она перешла в тему Эдди Герреро, и он вышел на арену. Скала также появился на Raw в тот вечер, несмотря на то, что его перевели на SmackDown!, и заявил о своем недовольстве Остином и бросил банку пива в Макмэна.
В оставшуюся часть 2002 года Остин держался в тени и не появлялся на публике. Однако к концу года стало известно, что Остин и Макмэн встретились и урегулировали свои разногласия. После этого он согласился вернуться в компанию в начале 2003 года. В интервью журналу WWE Raw он выразил глубокое сожаление по поводу ситуации, которая привела к его уходу, и того, как он ушел, а также ещё большее сожаление по поводу домыслов о его якобы имеющихся обидах на других рестлеров WWE, заявив, что у него нет никаких проблем с возвращением Холла в компанию. Однако он признался, что все ещё сильно сожалеет о том, что его одиночный матч с Холлом на WrestleMania длился всего семь минут, и считает, что подготовка к матчу не оправдала ожиданий ни его фанатов, ни фанатов Холла, и был возмущен предположениями о том, что он не согласен с возвращением Кевина Нэша в компанию, настаивая на том, что они с Нэшем всегда были хорошими друзьями. Однако он выразил свое недовольство сюжетными линиями и творческими изменениями, которые WWE навязывала во время его ухода. В интервью с Винсом Макмэном на его подкасте в 2014 году Остин впервые публично рассказал, что Макмэн оштрафовал его на 650 000 долларов после его возвращения, но ему удалось снизить сумму до 250 000 долларов.

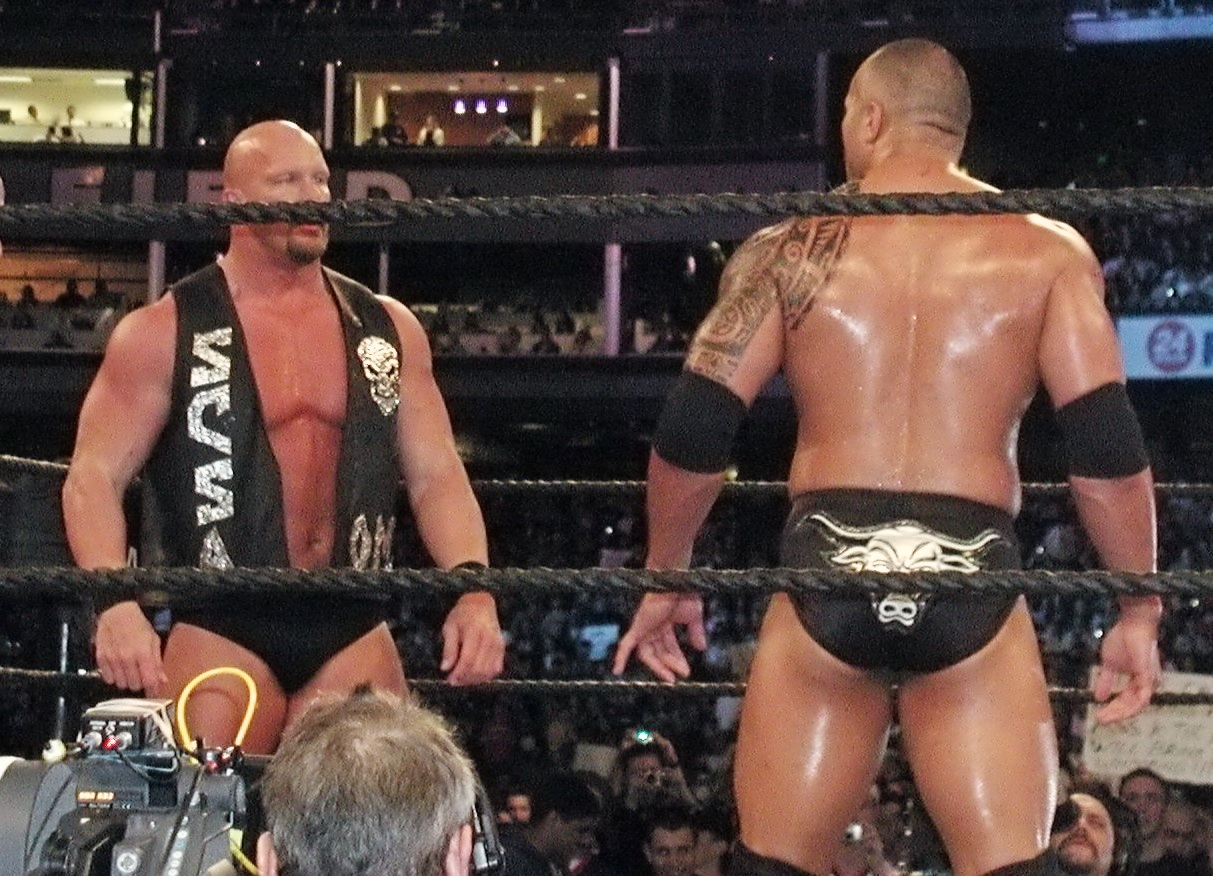
Остин (слева) противостоит Скале на WrestleMania XIX, это был последний матч Остина до 2022 года

Остин признался, что после возвращения в 2002 году у него был серьёзный разлад с ролью Трипл Эйча в компании, но настаивал, что в 2003 году они решили свои проблемы. Также он заявил, что кратковременный спор со Скалой был быстро разрешен после его возвращения, и что ни один из его споров с рестлерами не продолжился и не сыграл главную роль в его уходе. В феврале Остин вернулся на No Way Out, победив Эрика Бишоффа. С тех пор до WrestleMania Остин провел только один матч, ещё один короткий матч против Бишоффа на Raw. Он вступил во вражду со Скалой, который вернулся примерно в то же время в образе самодовольного, продажного голливудского хила. Скала был обижен тем, что фанаты WWE проголосовали за Остина в опросе журнала WWE Magazine, чтобы определить «Суперзвезду десятилетия». Он выразил свое разочарование тем, что так и не победил Остина на WrestleMania, и вызвал Остина на матч на WrestleMania XIX. Затем Остин был побежден Скалой на WrestleMania XIX, в последнем матче Остина до 2022 года.

#### Разовые появления (2003—2022)

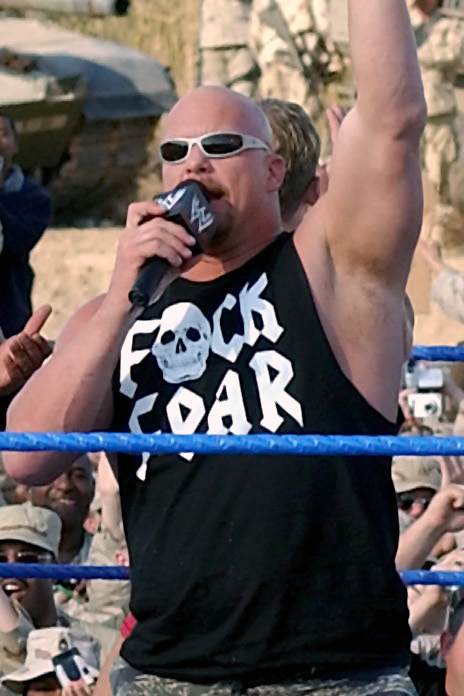
Остин в Ираке, 2003 год

29 декабря 2003 года Остин вернулся в качестве «шерифа» Raw. В его обязанности входило выписывание штрафов провинившимся рестлерам и наблюдение за порядком.
На WrestleMania XX Остин стал приглашенным рефери матча между Броком Леснаром и Голдбергом. Зимой 2004 года Остин подписал контракт с WWE Studios на съёмки в нескольких фильмах.
3 апреля 2005 года Остин впервые за год появился на шоу WWE на WrestleMania 21, когда он вместе с Родди Пайпером выступил в сегменте «Яма Пайпера». Остин участвовал в заключительном сегменте ECW One Night Stand, в котором он пил пиво с раздевалкой ECW и дрался с противниками ECW во главе с Бишоффом. Он вернулся на Raw Homecoming, нанеся «Станнеры» Винсу, Шейну, Стефани и Линде Макмэн. Сюжетное увольнение Джима Росса привело к матчу, в котором Остин согласился встретиться с Джонатаном Коачменом во вторник на Taboo Tuesday, с условием, что Росс вернет себе работу комментатором в случае победы Остина, а Остин потеряет работу в случае поражения. Перед матчем Остин повредил спину и не мог бороться без сильного медикаментозного лечения, поэтому матч был отменен. Чтобы объяснить неявку на Taboo Tuesday, Винс Макмэн заявил на Raw, что Остин попал в аварию, что не позволило ему участвовать в матче. Батиста заменил Остина, победив Коачмена вместе с Вейдером и Голдастом.
Он вернулся в WWE, чтобы сразиться с Джоном «Брэдшоу» Лэйфилдом в соревновании по питью пива на эпизоде Saturday Night’s Main Event XXXII 18 марта 2006 года. Остин ввел Брета Харта в Зал славы WWE 1 апреля 2006 года.
Остин вернулся в программы WWE в марте 2007 года, частично для продвижения своей главной роли в выпущенном WWE Films фильме «Приговорённые». 31 марта он ввел Джима Росса в Зал славы WWE. На WrestleMania 23 Остин был специальным приглашенным рефери в матче между Бобби Лэшли и Умагой. По условию матча, если Лэшли проиграет, то голова его менеджера Дональда Трампа будет обрита, а если Умага проиграет, то голова его менеджера Винса Макмэна будет обрита. Во время матча Остин нанес «Станнер» Умаге, Винсу Макмэну, Шейну Макмэну и Трампу. Лэшли выиграл матч; Трамп, Остин и Лэшли затем побрили голову Макмэна. Остин завершил шоу, нанеся удар «Станнер» Винсу и Трампу. Затем он снялся в видеоролике на выпуске Raw от 11 июня в рамках «Ночи признательности мистеру Макмэну», где поделился своими мыслями о прошлых враждах с Макмэном. 18 августа Остин появился в эпизоде Saturday Night’s Main Event в качестве возможного незаконнорожденного ребёнка Макмэна. Перед уходом он провёл Макмэну и Коачмену «Станнеры». Он появился на SummerSlam, чтобы помочь Мэтту Харди сразиться с МВП в конкурсе по распитию пива. Матч закончился безрезультатно после того, как Остин передал пиво МВП и нанес ему удар «Станнер». Остин ещё раз появился на Cyber Sunday, где он был приглашеным рефери на матч за звание чемпиона мира в тяжелом весе между Батистой и Гробовщиком. В эпизоде Raw от 5 ноября Остин появился, чтобы поспорить с Сантино Мареллой за критику «Приговорённых». Ссора закончилась тем, что Марелла получил от Остина «Станнер», после чего ушел за кулисы и вернулся с пивным фургоном Budweiser, чтобы облить пивом Мареллу и его менеджера Марию. Остин появился на специальном выпуске к 15-летию Raw и напал на Винса Макмэна.
26 октября 2008 года на Cyber Sunday Остин был специальным приглашенным рефери во время матча между Батистой и Крисом Джерико за звание чемпиона мира в тяжелом весе. 12 января 2009 года на шоу Raw Остин был объявлен первым членом Зала славы 2009 года. Его ввел в зал его давний экранный соперник Винс Макмэн, который назвал Остина «величайшей суперзвездой WWE всех времен». Во время представления Остин сказал, что официально закрывает свою карьеру в рестлинге и начинает новую главу в своей жизни. На следующий вечер он появился на WrestleMania 25, выехав на ринг на квадроцикле. Остин появился в качестве приглашенного ведущего на Raw 15 марта 2010 года, модерируя подписание контракта между Макмэном и Бретом Хартом на их матч на WrestleMania XXVI.

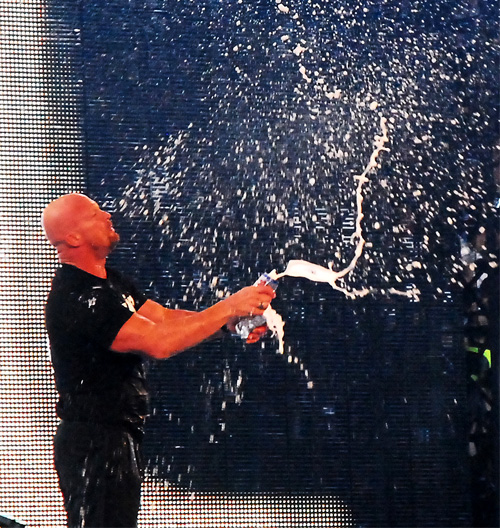
Стив Остин на WrestleMania XXV

В начале 2011 года Остин был объявлен главным тренером и ведущим возрожденного шоу Tough Enough. В эпизоде Raw от 7 марта Остин прервал подписание контракта для специально приглашенного рефери на матч Майкла Коула и Джерри Лоулера на WrestleMania XXVII, которым должен был стать Джон Лэйфилд; Остин атаковал Лэйфилда ударом «Станнером» и подписал контракт вместо него. Хотя Лоулер победил, анонимный генеральный менеджер Raw отменил решение и дисквалифицировал Лоулера, заявив, что Остин «превысил свои полномочия». На следующий вечер Остин появился на Raw вместе с участниками шоу Tough Enough, а также вступил в перепалку с Мизом и Алексом Райли. В эпизоде Raw от 6 июня Остин объявил Энди Ливайна победителем Tough Enough. Он также был специальным приглашенным рефери на главном событии вечера, где Джон Сина и Алекс Райли сражались против Миз и R-Truth, проведя Мизу «Станнер» и придя на помощь Сине. Однако анонимный генеральный менеджер Raw присудил матч Мизу и R-Truth по дисквалификации. Остину не понравилось, что его решение было отменено, и он нанес Коулу «Станнер», после чего последовал Attitude Adjustment от Сины. Остин и Сина закрыли шоу пивом. Позже Остин появился в качестве специально приглашенного генерального менеджера в эпизоде Raw All-Stars, во время которого он уничтожил ноутбук анонимного генерального менеджера Raw, переехав его своим квадроциклом.
В июле 2012 года Остин был объявлен звездой обложки специального издания видеоигры WWE '13. После этого он начал короткую словесную вражду на Raw с другим лицом с обложки Си Эм Панком.

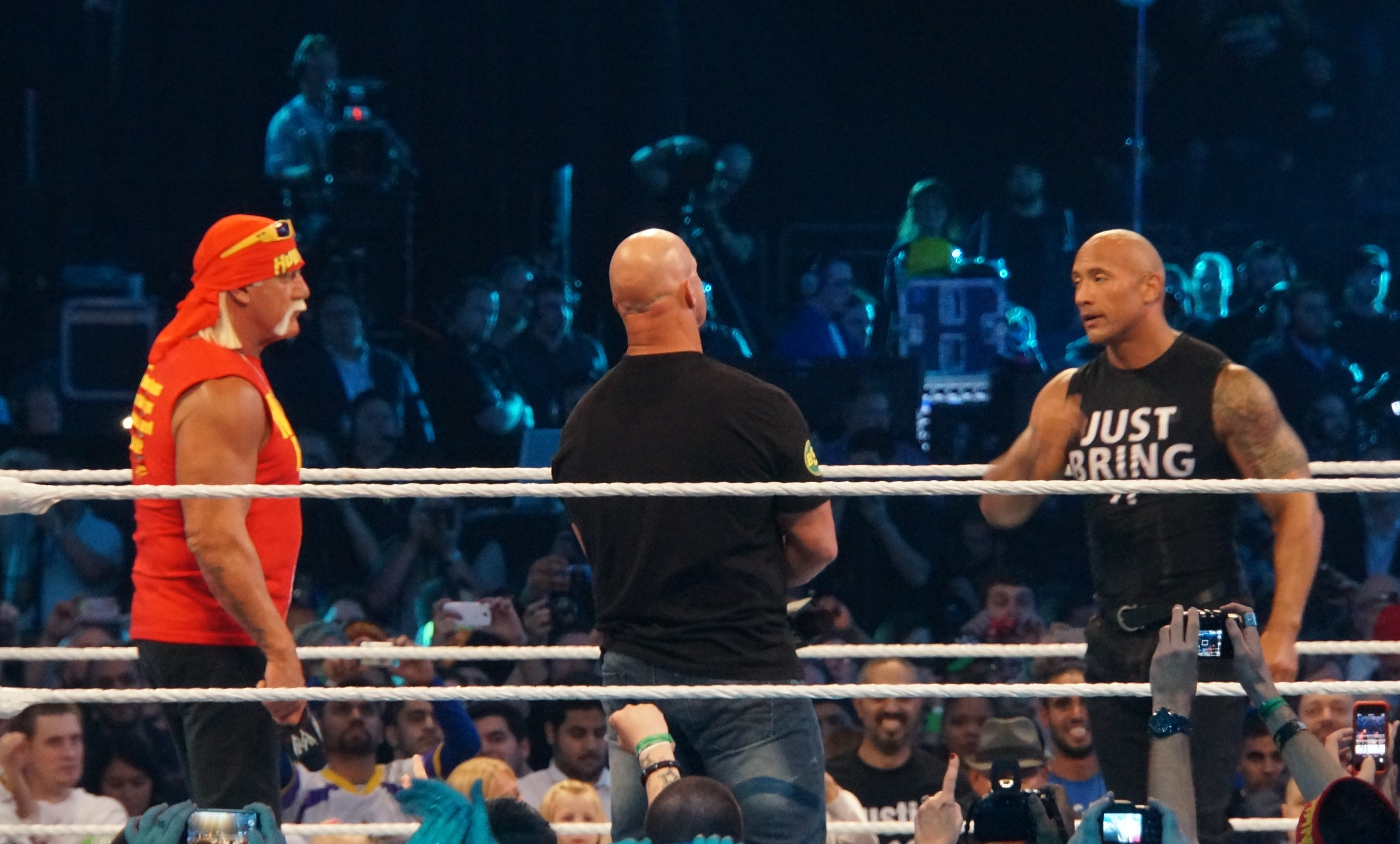
Остин (в центре) с Халком Хоганом (слева) и Скалой на WrestleMania XXX

Остин появился на WrestleMania XXX 6 апреля 2014 года вместе с Халком Хоганом и Скалой в начальном сегменте. Остин появился в эпизоде Raw 19 октября 2015 года, представив Гробовщика и прорекламировав шоу WrestleMania 32. На следующей неделе Остин снова появился на Raw, где в закулисном сегменте рекламировал видеоигру WWE 2K16. На WrestleMania 32 3 апреля 2016 года Остин (вместе с Миком Фоли и Шоном Майклзом) противостоял «Лиге наций», при этом Остин нанес «Станнер» Русеву и Королю Барретту. Пока Остин праздновал с Майклзом и Фоли, группировка «Новый день» попыталась убедить Остина станцевать с ними на празднике. Сначала Остин неохотно танцевал с ними, но вскоре он провел Ксавье Вудсу «Станнер».
Во время юбилейного шоу к 25-летию Raw 22 января 2018 года Остин появился и выполнил «Станнер» Шейну и Винсу Макмэнам.

#### Разовое возвращение на ринг (2022)
7 марта 2022 года Кевин Оуэнс бросил вызов Остину поучаствовать в его ток-шоу KO-Show на WrestleMania 38. На следующий день Остин записал видео, которое опубликовали в социальных сетях, а позже показали в эфире шоу WWE, в котором он принял вызов. На WrestleMania 38 Оуэнс вызвал Остина на матч без правил, который Остин принял, что стало его первым матчем в WWE за более чем 19 лет. В этом матче он победил Оуэнса.

## Стиль рестлинга, персонаж и наследие
После окончания карьры в 2003 году Остина стали считать одним из величайших и влиятельнейших рестлеров всех времен. Журнал Sports Illustrated поставил его на третье место в списке 101 величайшего рестлера всех времен. В 2020 году SPORTbible назвал Остина величайшим рестлером всех времен. Его называли самым влиятельным рестлером в истории Raw, а также лицом эпохи Attitude. Несколько бывших чемпионов мира назвали Остина частью своей «горы Рашмор» рестлинга, в том числе Скала, Гробовщик, Халк Хоган, Рик Флэр и Джон Сина. В 2012 году WWE провела опрос, по результатам которого Остин занял второе место в голосовании фанатов. Когда Винс Макмэн в 2009 году ввел Остина в Зал славы WWE, он назвал Остина «величайшей суперзвездой WWE всех времен».
В первые годы своей карьеры Остин был техничным рестлером. Однако после того, как в 1997 году Оуэн Харт случайно травмировал шею Остина, Остин сменил свой стиль с технического на боевой. Его самым известным финишным приемом является «Станнер», и он считает, что Майкл Хейс познакомил его с этим приёмом. После окончания карьеры он разрешил Кевину Оуэнсу использовать этот прием в качестве своего финишного приёма. Во время работы в качестве Рингмастера он использовал «Мечту на миллион долларов» в качестве финишного приёма, поскольку это был приём Теда Дибиаси. Во время своей карьеры в WCW Остин использовал «Стан-ган» (прием Эдди Гилберта) и «Голливуд и виноград» (стоячий модифицированный захват «Четвёрка») в качестве своих финишных приёмов.
С лысой головой и козлиной бородкой, в сочетании с костюмом, состоявшей из простых черных трусов и ботинок, Остин полагался исключительно на свою индивидуальность, чтобы стать популярным. В образе «Ледяной глыбы» Остин изображался на экране как бунтарь, выступающий против авторитетов, который постоянно ругался и не подчинялся правилам компании и указаниям председателя WWE Винса Макмэна. Одном из главных жестов Остина в эпоху Attitude был средний палец. Чтобы дополнить свой персонаж, Остин получил два дополнительных прозвища: комментатор и друг Джим Росс окрестил его «Техасской гремучей змеей» из-за «манеры поведения, мотивации, мышления — этому сукиному сыну нельзя доверять», а Остин позже назвал себя «Бионическим реднеком» из-за травм, которые он получил на руках, шее и коленях. Остин сказал, что он «в вечном долгу» перед Россом за то, что тот помог его персонажу стать популярным.
В августе 2001 года он начал использовать свою коронную фразу «Что?», чтобы прерывать рестлеров, которые пытались говорить, и давать возможность фанатам участвовать в скандировании. С тех пор зрители на шоу WWE широко используют эту фразу во время выступлений рестлеров, а Остин заявил, что сожалеет о том, что придумал эту фразу.

### Прозвище
В начале марта 1996 года Стив Остин стал использовать прозвище «Невозмутимый» (англ. Stone Cold). Программы WWF дебютировали на российском телевидении в 2000 году на канале СТС, в них рестлер был представлен (комментаторами — Всеволодом Кузнецовым и Александром Новиковым) зрителям как «Ледяная глыба», что является дословным переводом прозвища Stone Cold. В русскоязычных СМИ широко используется данный устоявшийся перевод псевдонима, хотя многими он считается неточным. Однако прозвище появилось именно из-за сравнения с холодным предметом: жена Остина, Джинни, заставила его выпить чаю и произнесла «выпей свой чай, пока он не остыл» (англ. «drink his tea before it [got] stone cold»). Также образ Остина — невозмутимого человека, которому нет ни до кого дела, основывался на серийном убийце Ричарде Куклинском, по прозвищу «Ледяной человек» (англ. Iceman), после того как рестлер посмотрел документальный фильм на HBO о нём.

## Подкастинг
В апреле 2013 года Остин запустил еженедельный подкаст под названием The Steve Austin Show, который ориентирован на широкую аудиторию, в то время как его второй его подкаст The Steve Austin Show — Unleashed! более ориентирован на взрослых. Оба подкаста доступны на платформе PodcastOne. По состоянию на май 2015 года у подкастов Остина было 793 000 прослушиваний в неделю и почти 200 миллионов скачиваний. В феврале 2018 года Остин объявил, что взрослая версия подкаста была снята с производства и объединена с семейной версией, чтобы привлечь больше спонсоров. С 2014 года подкаст Остина транслировался на WWE Network.
C ноября 2019 года Остин ведёт шоу Broken Skull Sessions на WWE Network, где проводит интервью с рестлерами вне их образов. Премьерный эпизод был посвящен Гробовщику.

## Личная жизнь
Остин встречался Кэтрин Баррхас в средней школе и колледже, свадьба состоялась 24 ноября 1990 года. Тем не менее, Остин продолжал отношения с Джини Кларк (Леди Блоссом), с которой он работал в WCW. Его брак с Баррхас был расторгнут 7 августа 1992 года, Остин и Кларк женились 18 декабря 1992 года. У них двое дочерей: Стефани (род. 1991 год) и Кэссиди (род. 1996 год). Кэссиди живёт со своей матерью в Англии, а Стефани живёт в Лос-Анджелесе. Остин также удочерил Джейд, дочь Кларк и её бывшего мужа — Криса Адамса (тренер Стива Остина). Остин и Кларк развелись 10 мая 1999 года. Джейд живёт в США с мужем и сыном.
13 сентября 2000 года Остин женился на Дебре Маршалл. 29 июня 2007 года Маршалл сказала Fox News, что Остин избивал её три раза. Она также заявила, что WWE знала о побоях, и гримировала синяки на её лице, поскольку раскрытие такой информации обойдется компании в миллионы долларов.
В 2003 году Остин отверг обвинения в том, что он алкоголик, заявив, что фанаты рестлинга приняли чрезмерное употребление пива его персонажем за его реальную особенность, и настаивая на том, что он пьет ответственно. В марте 2004 года он был обвинен в нападении на свою тогдашнюю подругу Тесс Бруссард во время ссоры в его доме в Сан-Антонио, Техас, согласно полицейскому отчету. Арестов произведено не было, и никаких обвинений по этому делу предъявлено не было.
В 2007 году Wrestling Observer Newsletter сообщил, что Остин изменил своё настоящее имя (Стивен Уильямс) на рестлинг-псевдоним Стив Остин.
В конце 2009 года Остин женился на своей четвёртой жене, Кристине, с которой он живёт в Мариной Дель Рей, Калифорния и Тилденом, Техас, где он владеет ранчо «Проломленный череп» (англ. Broken Skull Ranch).
В 2014 году в своем подкасте Остин высказался в поддержку однополых браков. Также в 2014 году Остин выпустил своё первое пиво, Broken Skull IPA, совместно с El Segundo Brewing Company в Калифорнии. В марте 2022 года они выпустили ещё одно совместное пиво, Broken Skull American Lager. Пиво распространяется в 35 штатах, а El Segundo ежегодно варит более 5 000 баррелей Broken Skull. В 2022 и 2023 годах новостные издания сообщали о восстановлении здоровья и тренировок, что усиливало предположения о его возвращении к WrestleMania.

## Титулы и награды
- Cauliflower Alley Club

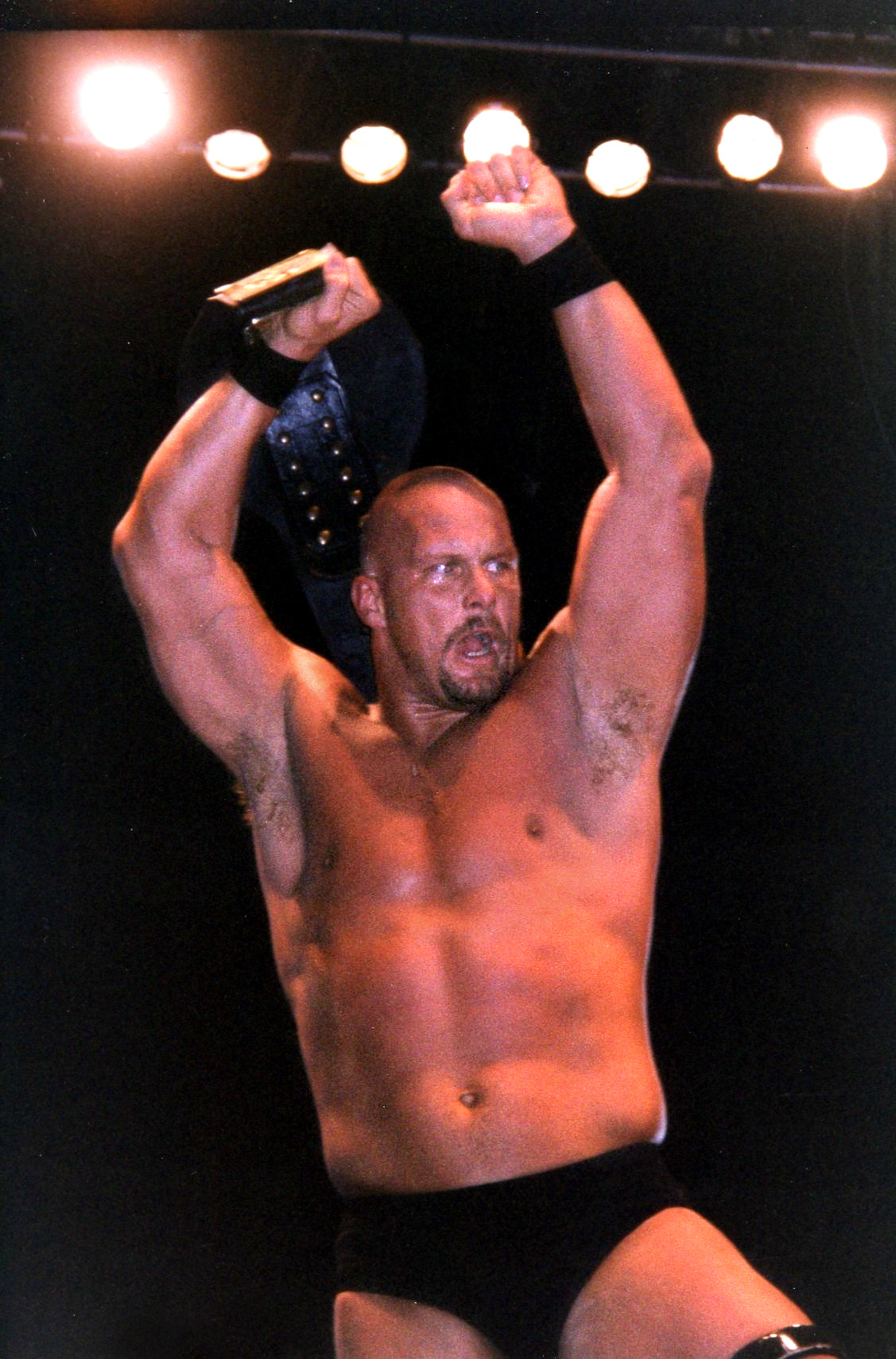
Остин — шестикратный чемпион WWF

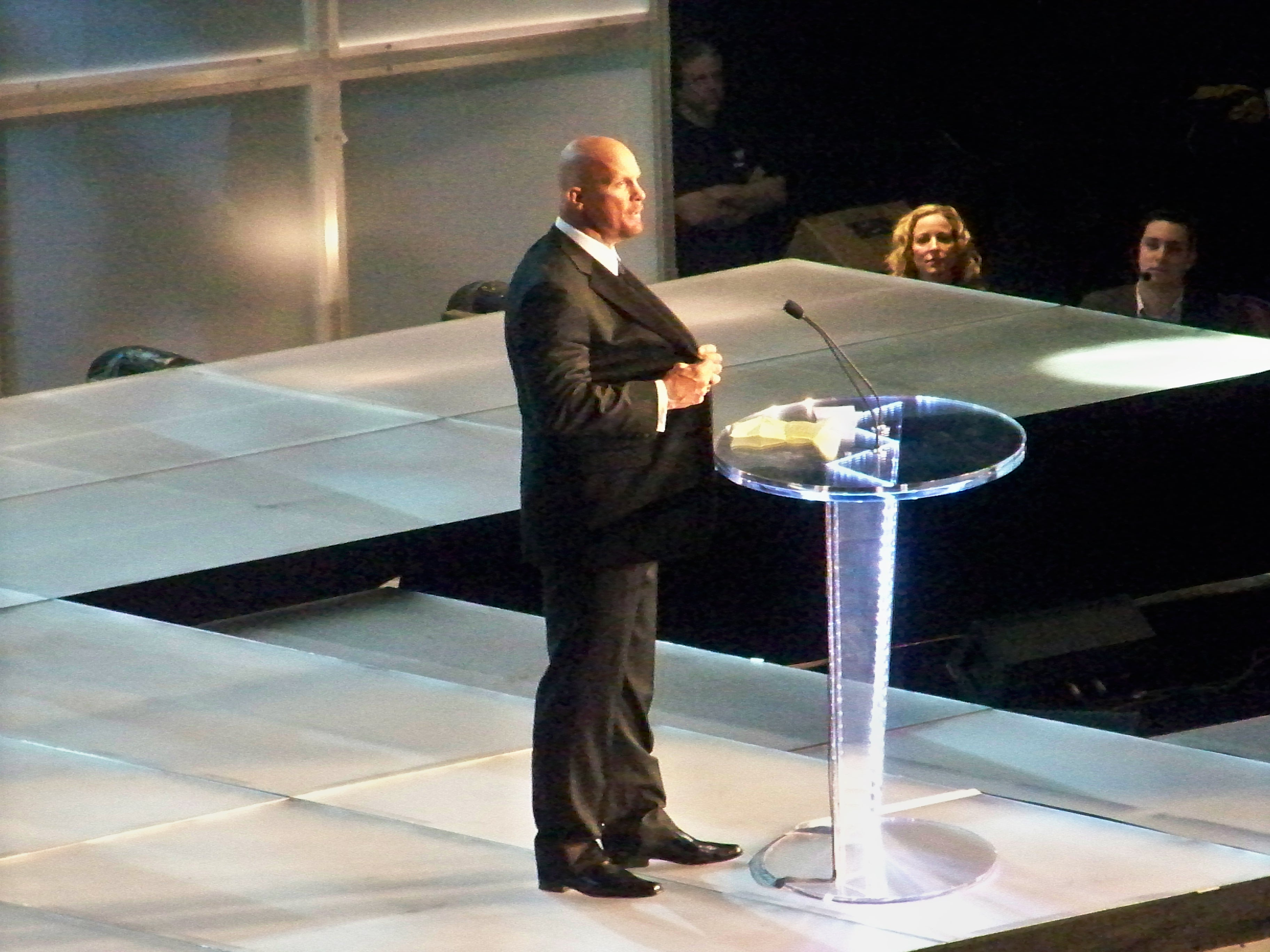
Член Зала славы WWE (с 2009)

  - Премия Железного Майка Мазурки (2012)[135]
- Международный зал славы рестлинга
  - С 2022 года[136]
- Зал славы и музей рестлинга
  - С 2016 года[137]
- Texas Wrestling Federation
  - Командный чемпион TWF (1 раз) — с Родом Прайсом
- Pro Wrestling Illustrated
  - Матч года (1997) против Брета Харта на WrestleMania XIII
  - Вражда года (1998, 1999) против Винса Макмэна
  - Самый ненавистный рестлер года (2001)
  - Самый популярный рестлер года (1998)
  - Новичок года (1990)
  - Рестлер года (1998, 1999, 2001)
  - № 1 в списке 500 лучших рестлеров 1998 и 1999 года
  - № 19 в списке 500 лучших рестлеров в истории 2003 год
  - Премия Стэнли Уэстона (2019)[138]
- World Championship Wrestling
  - Командный чемпион мира WCW (1 раз) — с Брайном Пиллманом
  - Чемпион Соединённых Штатов WCW в тяжёлом весе (2 раза)
  - Телевизионный чемпион мира WCW (2 раза)
  - Командный чемпион NWA (1 раз) — с Брайном Пиллманом
- World Wrestling Federation/World Wrestling Entertainment/WWE
  - Чемпион WWF (6 раз)
  - Чемпион на миллион долларов (1 раз)
  - Командный чемпион WWF (4 раза) — с Шоном Майклзом (1), Дюд Лавом (1), Гробовщиком (1), Трипл Эйчем (1)
  - Интерконтинентальный чемпион WWF (2 раза)
  - Пятый чемпион Тройной короны
  - Победитель «Королевской битвы» (1997, 1998, 2001)
  - Король ринга (1996)
  - Зал славы WWE (2009)
    - 2009 — индивидуально
    - 2025 — «Бессметрный момент» пр. Брета Харта на WrestleMania 13

  - WWE ставит его под № 3 в списке 50 лучших рестлеров за всю историю[139]
  - WWE ставит его под № 3 в списке 50 лучших фейсов за всю историю[140]
- Wrestling Observer Newsletter
  - 5-звёздочный матч с Риком Рудом, Арн Андерсоном, Бобби Итоном и Ларри Збышко против Никиты Колова, Стинга, Рики Стимбота, Барри Уиндемом и Дастина Роудса (Матч WarGames на WCW Wrestle War, 24 февраля 1992 года)
  - 5-звёздочный матч против Брета Харта (на WrestleMania 13, 23 марта 1997 года)
  - Новичок года (1990)
  - Команда года (с Брайном Пиллманом, «Голливудские блондины») (1993)
  - Лучший образ (1997, 1998)
  - Самый харизматичный рестлер (1997, 1998)
  - Лучшие кассовые сборы (1998, 1999)
  - Лучший хил (1996)
  - Лучшие интервью (1996—1998, 2001)
  - Вражда года (1997) — против «Основания Хартов»
  - Вражда года (1998, 1999) — против Винса Макмэна
  - Матч года (против Брета Харта на WrestleMania XIII)
  - Рестлер года (1998)
  - Лучший не-рестлер (2003)
  - Зал славы WON (2000)

## Фильмография
| Актёр | Актёр                 | Актёр                | Актёр                                |
| Год   | На русском языке      | На языке оригинала   | Роль                                 |
| ----- | --------------------- | -------------------- | ------------------------------------ |
| 1998  | Звёздные бои насмерть | Celebrity Deathmatch | Стив «Железные Яйца»                 |
| 1999  | Вне циновки           | Beyond the Mat       | камео                                |
| 1999  | Детектив Нэш Бриджес  | Nash Bridges         | детектив Джек Кейдж / Det. Jake Cage |
| 2005  | Всё или ничего        | The Longest Yard     | охранник Данхэм / Guard Dunham       |
| 2005  | Шоу Берни Мака        | The Bernie Mac Show  | камео                                |
| 2007  | Приговорённые         | The Condemned        | Джек Конрад / Jack Conrad            |
| 2009  | Ущерб                 | Damage               | Джон Брикнер / John Brickner         |
| 2010  | Неудержимые           | The Expendables      | Дэн Пэйн / Dan Paine                 |
| 2010  | Незнакомец            | The Stranger         | Незнакомец / The Stranger            |
| 2010  | Поймать, чтобы убить  | Hunt to Kill         | Джим Родз / Jim Rhodes               |
| 2010  | Чак                   | Chuck                | Пензер                               |
| 2011  | Нокаут                | Knockout             | Дэн / Dan                            |
| 2011  | Тактическая сила      | Tactical Force       | Тэйт / Tate                          |
| 2012  | Отдача                | Recoil               | Райан Варетт / Ryan Varrett          |
| 2012  | Максимальный срок     | Maximum Conviction   | Мэннинг / Manning                    |
| 2012  | Посылка               | The Package          | Томми Уик / Tommy Wick               |
| 2013  | Одноклассники 2       | Grown Ups 2          | Томми Кавана                         |
| 2015  | Эффект эха            | Echo Effect          |                                      |

## В популярной культуре
В сериале «Молодой Скала» роль Стива Остина исполнил независимый борец рестлинга Орен Хоксхерт.
Главная героиня ситкома «В лучшем мире» Элеанор Шеллстроп (в исполнении Кристен Белл) неранвнодушна к Остину, о чём неоднократно упоминала в различных эпизодах.